# Dariusz Jezierski (łyżwiarz szybki)
Dariusz Jezierski (ur. 31 maja 1961 w Ciechanowie) – polski łyżwiarz szybki.
Specjalizował się w konkurencjach sprinterskich – wyścigach na 500 i 1000m. Startował w drugich Mistrzostwach Polski w sprincie w 1983 roku, gdzie zajął 1. miejsce na dystansie 500m, w zawodach "Pruszkowiskie Łyżwy" w łyżwiarstwie szybkim w 1989 roku zajął 1. miejsce w wieloboju sprinterskim (500, 1000, 500, 1000)m.
Startował także w mistrzostwach świata w Helsinkach w 1983 roku, gdzie zajął 22. miejsce w wieloboju sprinterskim (500m - 26, 1000m - 26, 500m - 19, 1000m - 22). Z 30 najlepszych wyników w historii łyżwiarstwa w Polsce (do 2001 roku) na dystansie 500m zajął 10. miejsce, na 1000m - 19 a w wieloboju sprinterskim - 4. W wieloboju sprinterskim zdobył 152,935 pkt w Medeo w 1983 roku.
Największe sukcesy odnosił w barwach Stegny Warszawa, a wcześniej Znicza Pruszków.